# 44-й Конгресс США
Со́рок четвёртый Конгре́сс США — заседание Конгресса США, действовавшее в Вашингтоне с 4 марта 1875 года по 4 марта 1877 года в период седьмого и восьмого года президентства Улисса Гранта. Сенат имел республиканское большинство, в то время как Палата представителей — демократическое, что является первым случаем после Гражданской войны, когда в Палате представителей было демократическое большинство. Распределение мест в Палате представителей было основано на девятой переписи населения Соединённых Штатов в 1870 году.

## Важные события
- 22 ноября 1875 года — смерть вице-президента Генри Уилсона от инсульта;
- 25 июня 1876 года — Битва при Литтл-Бигхорн;
- 4 июля 1876 года — 100-летие принятия Декларации независимости США;
- 7 ноября 1876 года — спорные Президентские выборы 1876 года, позже урегулированные Компромиссом 1877 года. Победу одержал республиканец Ратерфорд Хейс

## Ключевые законы
- Закон о пустынных землях (1877)

## Членство

### Сенат
| Начало | 73 | 1 | 44 | 28 | 1 |
| Конец  | 76 | 0 | 45 | 30 | 1 |

### Палата представителей
| Период | Всего | Вакантно | Партии                 | Партии                | Партии                 | Партии                    | Партии      |
| Период | Всего | Вакантно | Демократическая партия | Независимые демократы | Республиканская партия | Независимые республиканцы | Независимые |
| ------ | ----- | -------- | ---------------------- | --------------------- | ---------------------- | ------------------------- | ----------- |
| Начало | 289   | 3        | 176                    | 1                     | 104                    | 4                         | 4           |
| Конец  | 290   | 3        | 179                    | 1                     | 103                    | 3                         | 4           |